# مگس‌گیر کشمیری
مگس‌گیر کشمیری (نام علمی: Ficedula subrubra) یک پرنده گنجشک‌سان کوچک از خانواده مگس‌گیران است. زمانی به عنوان زیرگونه‌ای مگس‌گیر سینه‌سرخ Ficedula parva در نظر گرفته می‌شد.
این یک گونه حشره‌خوار است که در شمال غربی هیمالیا در منطقه کشمیر در شبه‌قاره هند زادآوری می‌کند. مهاجر است و در تپه‌های سری‌لانکای مرکزی و گات غربی هند زمستان را می‌گذراند.